# Podestà di Vicenza
La durata di questo ufficio non oltrepassava lo spazio di un anno; si rinnovò anzi spesso ogni sei mesi. Al podestà si affiancavano due Giudici e due Cavalieri nobili. I primi trattavano cause squisitamente criminali, mentre i secondi erano la guardia armata del podestà stesso. Nel XIII secolo si istituì la figura del Capitano di Guerra, a cui ubbidivano tutti quelli che erano dedicati al mestiere delle armi. I podestà documentati del comune di Vicenza partono dal 1170.

## Podestà[1]
| Anno    | Titolo  | Nome                                                                           | Nome | Città di provenienza | Note |
| ------- | ------- | ------------------------------------------------------------------------------ | ---- | -------------------- | --- |
| 1170    | Podestà | Wazone da Albrigena                                                            |      | Cremona              | |
| 1176    | Podestà | Uguccione e Guido da Vivaro                                                    |      |                      | Nel 1176 per porre fine alle divisioni in città, si scelse di eleggere due podestà: uno per conto dei Vivaresi e l'altro per i Conti di Vicenza. |
| 1180    | Podestà | Guido e Corrado da Vivaro                                                      |      |                      | |
| 1181    | Podestà | Bonifacio da Sanbonifacio                                                      |      |                      | |
| 1182    | Podestà | Uguccione                                                                      |      |                      | |
| 1183    | Podestà | Oprando                                                                        |      |                      | |
| 1185    | Podestà | Guido de Raude, Jacopo Vailardi, Drudo Buzacarino e Villaro da Correggio       |      |                      | |
| 1186    | Podestà | Manegoldo Manegoldi                                                            |      |                      | |
| 1187    | Podestà | Gabriele Negro e Albertino di Bonadico                                         |      |                      | Il primo padovano. |
| 1188    | Podestà | Pistore vescovo di Vicenza e Giordano da Orgnano                               |      |                      | Il secondo trevigiano. |
| 1190    | Podestà | Tebaldo Tebaldi                                                                |      |                      | |
| 1191    | Podestà | Rambaldo Collalto                                                              |      |                      | |
| 1192    | Podestà | Uguccione                                                                      |      |                      | |
| 1193    | Podestà | Ezzelino I da Romano                                                           |      |                      | |
| 1194    | Podestà | Jacopo Bernardi, Goffredo Gussello, Ottonello Turrisendi e Vermiglio Crescenzi |      |                      | Il secondo milanese. |
| 1195    | Podestà | Jacopo Bernardi, Ottonello Turrisendi, Vermiglio Crescenzi, Uguccione          |      |                      | Il primo bolognese, i successivi due erano rappresentanti rispettivamente dei Vivaresi e del conte Pileo.                                        |
| 1196    | Podestà | Gualfredotto da Milano, Goffredo Gussello, Jacopo Bernardi e Rambaldo Montorio |      |                      | |
| 1197    | Podestà | Bonapace Fava poi Goffredo Castiglioni                                         |      |                      | Il primo bresciano, il secondo milanese. |
| 1198    | Podestà | Uguccione e Guido da Vivaro, Jacopo Vailardi poi Rambaldo Montorio             |      |                      | |
| 1200    | Podestà | Mainardo Mainardi                                                              |      | Ferrara              | |
| 1201    | Podestà | Vitaclino Costa e Marinello Benincà                                            |      | Vicenza              | |
| 1202    | Podestà | Jacopo Vailardi                                                                |      | Vercelli             | |
| 1204    | Podestà | Oliviero Enselbardi                                                            |      | Pavia                | |
| 1205    | Podestà | Bernardo Confalonieri poi Uguccione e Guido da Vivaro                          |      |                      | Il primo pavese. |
| 1206    | Podestà | Lombardo, Guido e Corrado da Vivaro                                            |      |                      | Il primo cremonese. |
| 1207    | Podestà | Guglielmo Pusterla                                                             |      |                      | |
| 1209    | Podestà | Drudo Buzarino, Guido e Corrado da Vivaro poi Bonifacio da Sanbonifacio        |      |                      | Il primo milanese. |
| 1210    | Podestà | Guido de Raude                                                                 |      | Milano               | |
| 1211    | Podestà | Ezzelino II da Romano                                                          |      |                      | |
| 1214    | Podestà | Marino Zen                                                                     |      | Venezia              | |
| 1215    | Podestà | Guido da Vivaro                                                                |      |                      | |
| 1216    | Podestà | Rambertino Rambertini                                                          |      |                      | |
| 1217    | Podestà | Guglielmo Pusterla                                                             |      | Milano               | |
| 1218    | Podestà | Albertino Castelnuovo                                                          |      | Padova               | |
| 1219    | Podestà | Albertino Tetaveglia poi Uguccione Pileo                                       |      |                      | Il primo vercellese. |
| 1220    | Podestà | Rambertino Rambertini                                                          |      | Bologna              | |
| 1221    | Podestà | Guglielmo Amato                                                                |      | Cremona              | |
| 1222    | Podestà | Lorenzo Strazza Martinengo                                                     |      | Brescia              | |
| 1224    | Podestà | Filippo Zuliani poi Rizzardo di Fibalduino                                     |      |                      | Il primo veneziano. |
| 1225    | Podestà | Ponzio Amato                                                                   |      | Cremona              | |
| 1226    | Podestà | Ottone Mandello poi Aldrighetto da Faenza                                      |      |                      | Il primo milanese. |
| 1227    | Podestà | Alberico da Romano                                                             |      |                      | |
| 1228    | Podestà | Patavino Gambarini                                                             |      | Padova               | |
| 1229    | Podestà | Alberico da Romano poi Guglielmo Amato poi Filippo Zuliani                     |      |                      | Il secondo cremonese, il terzo veneziano. |
| 1230    | Podestà | Gabriele Negro poi Uberto Comoreggio poi Guglielmo Sivoletto                   |      |                      | Il secondo milanese, il terzo alessandrino. |
| 1231    | Podestà | Guido de Raude                                                                 |      | Milano               | |
| 1232    | Podestà | Guglielmo Sivoletto                                                            |      |                      | |
| 1233    | Podestà | Arrigo Rivola poi Ardizzone Avogadro                                           |      |                      | Il primo bergamasco, il secondo vercellese. |
| 1234    | Podestà | Guglielmo Sivoletto                                                            |      |                      | |
| 1235    | Podestà | Azzo d'Este                                                                    |      |                      | L'anno seguente, Vicenza venne presa dall'Imperatore.                                                                                            |
| 1237    | Podestà | Guglielmo Visconti                                                             |      |                      | Vicario imperiale. |
| 1238    | Podestà | Arrigo d'Ebulo                                                                 |      |                      | Vicario imperiale. |
| 1240    | Podestà | Tebaldo Francigena e Ezzelino III da Romano                                    |      |                      | Il primo vicario imperiale. |
| 1241    | Podestà | Rizzardo Fibalduini                                                            |      |                      | |
| 1242    | Podestà | Manfredo Ricco                                                                 |      | Treviso              | Dal suddetto anno si ha in città il dominio degli Ezzelini                                                                                       |
| 1243/53 | Podestà | Tommaso di Santa Lucia                                                         |      | Padova               | |
| 1255/56 | Podestà | Antonio Brosima Ardenghi                                                       |      | Padova               | Morirà in battaglia il 31 luglio 1256. |
| 1256    | Podestà | Mainardo da Preta                                                              |      |                      | |
| 1257    | Podestà | Folcerio de Aristat                                                            |      | Germania             | |
| 1258    | Podestà | Goffredo della Palude                                                          |      |                      | |
| 1259    | Podestà | Farone Pontecarale poi Ailino Ferradura poi Aicardino Licolfo                  |      |                      | Il primo bresciano e il secondo padovano. Dal 27 settembre dello stesso anno, Vicenza si libera dal controllo degli Ezzelini.                    |
| 1260    | Podestà | Rolando Engelesco poi Marco Querini                                            |      |                      | |
| 1261    | Podestà | Giovanni Gradenigo                                                             |      | Venezia              | |
| 1262    | Podestà | Pagano Paradiso poi Nicolò Racelieri                                           |      |                      | Il primo padovano, il secondo bolognese. |
| 1263    | Podestà | Jacopino Trotti                                                                |      | Ferrara              | |
| 1264    | Podestà | Rolando Engelesco e Gabriele Negro                                             |      | Padova               | |
| 1265    | Podestà | Marco Querini                                                                  |      | Venezia              | |
| 1266    | Podestà | Bonfrancesco Guarnerini e Arrighetto Capodivacca                               |      |                      | Da questa data comincia il dominio di Padova sulla città.                                                                                        |
| 1267    | Podestà | Marsilio da Carrara                                                            |      |                      | |
| 1268    | Podestà | Gabriele Negro                                                                 |      |                      | |
| 1269    | Podestà | Bonfrancesco Guarnerini, Bonifacio Canossa e Federico Capodelista              |      |                      | |
| 1270    | Podestà | Marsilio e Papafava da Carrara                                                 |      |                      | |
| 1271    | Podestà | Federico Capodelista, Engolfo Pomadello e Senesio Bernardi                     |      |                      | |
| 1272    | Podestà | Ziliolo Macaruffi                                                              |      |                      | |
| 1273    | Podestà | Lemicone Cane                                                                  |      |                      | |
| 1274    | Podestà | Bonzenello Vigonza                                                             |      |                      | |
| 1275    | Podestà | Lemicone Cane                                                                  |      |                      | |
| 1276    | Podestà | Jacopino Ruffo                                                                 |      |                      | |
| 1277    | Podestà | Pagano Paradiso, Guercio Vigodarzere e Nicolò Castelnuovo                      |      |                      | |
| 1278    | Podestà | Bellebono Guarnerini                                                           |      |                      | |
| 1281    | Podestà | Marsilio Palafrisana                                                           |      |                      | |
| 1282    | Podestà | Zambonetto Cane                                                                |      |                      | |
| 1283    | Podestà | Engolfo Cane                                                                   |      |                      | |
| 1284    | Podestà | Engolfo Pomadello e Gianfrancesco Sacchetti                                    |      |                      | |
| 1285    | Podestà | Tebaldo Angeleschi                                                             |      |                      | |
| 1287    | Podestà | Bonzenello Vigonza                                                             |      |                      | |
| 1288    | Podestà | Giovanni Rossano, Paolo Doto e Patavino Gambarini                              |      |                      | |
| 1289    | Podestà | Giovanni Capodivacca                                                           |      | Padova               | |
| 1290    | Podestà | Giovanni Tadi e Nicolò da Lozzo                                                |      |                      | |
| 1291    | Podestà | Bartolomeo Zacchi                                                              |      |                      | |
| 1292    | Podestà | Lovato                                                                         |      |                      | |
| 1293    | Podestà | Pace Tadi e Manfredo Scrovegni                                                 |      |                      | |
| 1294    | Podestà | Simone Engelfredo                                                              |      |                      | |
| 1295    | Podestà | Nicolò da Castelnuovo                                                          |      |                      | |
| 1296    | Podestà | Rinaldino Malaguti poi Gianfrancesco Sacchetti                                 |      |                      | Da quest'anno i podestà durano ciascuno sei mesi all'anno.                                                                                       |
| 1297    | Podestà | Engolfo Conti poi Frassalasta Capodivacca                                      |      |                      | |
| 1298    | Podestà | Pace Tadi poi Guido Negro                                                      |      |                      | |
| 1299    | Podestà | Simone Vigodarzere poi Antonio Palafrisana                                     |      |                      | |
| 1300    | Podestà | Nicolò Maltraverso poi Tebaldo Angelesco                                       |      |                      | |
| 1301    | Podestà | Ailino Terradura poi Bartolomeo Verari                                         |      |                      | |
| 1302    | Podestà | Paolo Doto poi Giovanni Capodivacca                                            |      |                      | |
| 1303    | Podestà | Giovanni Caligine poi Giordano Vigonza                                         |      |                      | |
| 1304    | Podestà | Tisone Camposampiero poi Enselmino Engelfredo                                  |      |                      | Engelfredo morì nell'anno. |
| 1305    | Podestà | Rolando Guarnerini poi Arrigo Paradiso                                         |      |                      | |
| 1306    | Podestà | Simone Engelfredo poi Zacco Zacchi                                             |      |                      | |
| 1307    | Podestà | Antonio Capodivacca poi Dente Lemici                                           |      |                      | |
| 1308    | Podestà | Martino Cane poi Giordano Vigonza                                              |      |                      | |
| 1309    | Podestà | Francesco Sacchetti poi Pietro Mussi                                           |      |                      | |
| 1310    | Podestà | Manfredo Dalesmanini poi Nicolò Maltraverso                                    |      |                      | |
| 1311    | Podestà | Giordano Vigonza insieme a Aldrighetto Castelbarco e Gianiceno Lanfranchi      |      |                      | Gli ultimi due erano vicari imperiali che il 15 aprile traghettarono Vicenza fuori dal dominio dei Padovani.                                     |
| 1312    | Podestà | Federico della Scala poi Galesino de Tornano                                   |      |                      | In questo anno Vicenza passa sotto il controllo degli Scaligeri di Verona.                                                                       |
| 1313    | Podestà | Bailardino Nogarola                                                            |      |                      | |
| 1314    | Podestà | Antonio Nogarola                                                               |      |                      | Vicepodestà. |
| 1316    | Podestà | Uguccione della Faggiola                                                       |      |                      | |
| 1317    | Podestà | Bailardino Nogarola poi Uguccione della Faggiola                               |      |                      | |
| 1318    | Podestà | Pietro Zeze                                                                    |      | Imola                | |
| 1319    | Podestà | Pietro dalla Rocca                                                             |      |                      | Morì in carica. |
| 1325    | Podestà | Bailardino Nogarola                                                            |      |                      | |
| 1329    | Podestà | Marsilio da Carrara                                                            |      |                      | |
| 1330    | Podestà | Ugolino Sesso                                                                  |      |                      | |
| 1331    | Podestà | Marsilio da Carrara poi Ugo Rossi poi Federico Cavalli                         |      |                      | Il secondo parmense. |
| 1333    | Podestà | Rolandino Sali poi Antonio Giraldi                                             |      |                      | Il secondo veronese. |
| 1334    | Podestà | Giovanni Brusati                                                               |      | Brescia              | |
| 1336    | Podestà | Uguccione Vecchi                                                               |      | Parma                | |
| 1337    | Podestà | Federico Cavalli poi Negro Brusati                                             |      |                      | Il secondo bresciano. |
| 1338    | Podestà | Vettore Raimondini                                                             |      | Parma                | |
| 1339    | Podestà | Jacopo dal Canto                                                               |      | Firenze              | Governò come vicario degli Scaligeri. |
| 1340    | Podestà | Federico Cavalli poi Guglielmo di Dio                                          |      |                      | |
| 1341    | Podestà | Paolo della Mirandola                                                          |      |                      | |
| 1342    | Podestà | Palmiero Sesso poi Bernardo Scanabecchi                                        |      |                      | Il secondo bolognese. |
| 1346    | Podestà | Guidotto Guidotto poi Marco Dandolo                                            |      |                      | Il primo veronese. |
| 1348    | Podestà | Fregnano della Scala                                                           |      |                      | |
| 1349    | Podestà | Marco Dandolo                                                                  |      | Venezia              | |
| 1350    | Podestà | Antonio dalla Legge                                                            |      |                      | |
| 1351    | Podestà | Fregnano della Scala                                                           |      |                      | |
| 1352    | Podestà | Franceschino Gongalando                                                        |      |                      | |
| 1353    | Podestà | Fregnano della Scala poi Bonsignorio Brà                                       |      |                      | |
| 1354    | Podestà | Francesco Malaspina poi Giovanni Marzari                                       |      |                      | Il secondo proveniente da Verona. |
| 1355    | Podestà | Bonsignorio Brà                                                                |      | Verona               | |
| 1356    | Podestà | Antonio dalla Legge                                                            |      | Verona               | |
| 1361    | Podestà | Nicolò Cavalli                                                                 |      | Verona               | |
|         | Podestà | Zanobio Cipriani                                                               |      |                      | |
| 1374    | Podestà | Jacopo Urcelli poi Balzanello Vigonza                                          |      |                      | |
| 1375    | Podestà | Giovanni da Calvena                                                            |      | Verona               | |
| 1378    | Podestà | Bartolomeo Oradini                                                             |      |                      | |
| 1380    | Podestà | Montenario Campiori poi Jacopo Urcelli                                         |      |                      | Il primo proveniente da Verona. |
| 1381    | Podestà | Stefano Piccardi                                                               |      | Verona               | |
| 1383    | Podestà | Jacopino Langosco                                                              |      |                      | |
| 1384    | Podestà | Jacopo Urcelli                                                                 |      | Faenza               | |
| 1385    | Podestà | Obizzo Pepoli                                                                  |      |                      | |
| 1387    | Podestà | Pietro dalla Rocca poi Ugolotto Biancardo                                      |      |                      | Il 21 ottobre 1387 i vicentini passarono sotto il dominio dei Visconti di Milano.                                                                |
| 1388    | Podestà | Francesco Crivelli                                                             |      | Verona               | |
| 1389    | Podestà | Antonio Sanvitale                                                              |      | Parma                | |
| 1390    | Podestà | Galvano Beccaria da Pavia con Ambrogio Cotta                                   |      |                      | Il secondo definito referendario. |
| 1391    | Podestà | Bindaccio Bindacci da Pisa con Ambrogio Cotta                                  |      |                      | Il secondo definito referendario. |
| 1393    | Podestà | Brocardo Piccinardi                                                            |      | Cremona              | |
| 1394    | Podestà | Pietro dalla Rocca e Spinella Malaspina                                        |      |                      | |
| 1395    | Podestà | Lanzarotto Tegna                                                               |      | Milano               | |
| 1396    | Podestà | Jacopo Cavalcabò                                                               |      | Cremona              | |
| 1397    | Podestà | Pietro dalla Rocca                                                             |      | Pisa                 | |
| 1398    | Podestà | Arrigo Soardi                                                                  |      | Bergamo              | |
| 1399    | Podestà | Pietro dalla Rocca                                                             |      | Pisa                 | |
| 1400    | Podestà | Arrigo Soardi                                                                  |      | Bergamo              | |
| 1401    | Podestà | Jacopo Terzi                                                                   |      |                      | |
| 1402    | Podestà | Corrado del Carretto                                                           |      |                      | |
| 1403/4  | Podestà | Lodovico Vistarini                                                             |      | Lodi                 | Ultimo podestà prima dell'arrivo della serenissima repubblica.                                                                                   |

### Repubblica Veneta[1]
| Periodo | Periodo | Primo cittadino                                                                           | Partito | Carica                     | Note |
| ------- | ------- | ----------------------------------------------------------------------------------------- | ------- | -------------------------- | --- |
| 1404    | 1405    | Jacopo Suriano                                                                            |         | Podestà                    | Prende possesso della carica il 28 aprile 1404 ed è il primo podestà ufficiale della repubblica veneta-                                            |
| 1405    | 1406    | Andrea Bembo e Francesco Michiel                                                          |         | Podestà                    | - |
| 1406    | 1407    | Paolo Priuli e Giovanni Moro                                                              |         | Podestà                    | - |
| 1407    | 1408    | Egidio Morosini e Pietro Venier                                                           |         | Podestà                    | - |
| 1408    | 1409    | Marco Venier                                                                              |         | Podestà                    | - |
| 1409    | 1410    | Marco Trevisan e Jacopo Gussoni                                                           |         | Podestà                    | - |
| 1410    | 1411    | Leonardo Emo                                                                              |         | Podestà                    | - |
| 1411    | 1412    | Piero Gauro e Francesco Sanudo                                                            |         | Podestà                    | - |
| 1412    | 1413    | Andrea Zane                                                                               |         | Podestà                    | - |
| 1413    | 1414    | Leonardo Emo                                                                              |         | Podestà                    | - |
| 1414    | 1415    | Domenico Malipiero                                                                        |         | Podestà                    | - |
| 1415    | 1416    | Francesco Michiel                                                                         |         | Podestà                    | - |
| 1416    | 1417    | Paolo Priuli                                                                              |         | Podestà                    | - |
| 1417    | 1418    | Francesco Dolfin e Vito Cenale                                                            |         | Podestà                    | - |
| 1418    | 1419    | Giovanni Caresini e Francesco Barbaro                                                     |         | Podestà                    | - |
| 1419    | ?       | Antonio dalle Boccole                                                                     |         | Podestà                    | - |
| 1421    | 1422    | Lorenzo Venier                                                                            |         | Podestà                    | - |
| 1422    | 1424    | Marino Loredan                                                                            |         | Podestà                    | - |
| 1424    | 1425    | Benedetto Trevisan                                                                        |         | Podestà                    | - |
| 1425    | 1426    | Francesco Barbaro                                                                         |         | Podestà                    | - |
| 1426    | 1427    | Giovanni Caresini                                                                         |         | Podestà                    | - |
| 1427    | 1428    | Marino Sanudo                                                                             |         | Podestà                    | - |
| 1428    | 1429    | Lodovico Storlato                                                                         |         | Podestà                    | - |
| 1429    | 1430    | Marco Barbarigo                                                                           |         | Podestà                    | - |
| 1430    | 1431    | Marco Michiel                                                                             |         | Podestà                    | - |
| 1431    | 1432    | Giorgio Soranzo                                                                           |         | Podestà                    | - |
| 1432    | 1433    | Antonio Michiel                                                                           |         | Podestà                    | - |
| 1433    | 1434    | Tommaso Duodo                                                                             |         | Podestà                    | - |
| 1434    | 1435    | Paolo Loredan                                                                             |         | Podestà                    | - |
| 1435    | 1436    | Giorgio Soranzo                                                                           |         | Podestà                    | - |
| 1436    | 1437    | Domenico Michiel                                                                          |         | Podestà                    | - |
| 1437    | 1438    | Francesco Garzoni                                                                         |         | Podestà                    | - |
| 1438    | 1439    | Ludovico Foscarini                                                                        |         | Podestà                    | - |
| 1439    | 1441    | Vettore Barbaro                                                                           |         | Podestà                    | - |
| 1441    | 1442    | Domenico Michiel                                                                          |         | Podestà                    | - |
| 1442    | 1443    | Marino Sanudo                                                                             |         | Podestà                    | - |
| 1443    | 1444    | Giovanni Nani                                                                             |         | Podestà                    | - |
| 1444    | 1445    | Ettore Pasqualigo                                                                         |         | Podestà                    | - |
| 1445    | 1446    | Vettore Barbaro                                                                           |         | Podestà                    | - |
| 1446    | 1447    | Alvise Foscarini                                                                          |         | Podestà                    | - |
| 1447    | 1448    | Marco Donà                                                                                |         | Podestà                    | - |
| 1448    | 1449    | Aurio Pasqualigo                                                                          |         | Podestà                    | - |
| 1449    | 1450    | Domenico Michiel                                                                          |         | Podestà                    | - |
| 1450    | 1451    | Marco Barbaro                                                                             |         | Podestà                    | - |
| 1451    | 1452    | Matteo Barbaro                                                                            |         | Podestà                    | - |
| 1452    | 1453    | Giorgio Vallaresso                                                                        |         | Podestà                    | - |
| 1453    | 1455    | Lorenzo Moro                                                                              |         | Podestà                    | - |
| 1455    | 1456    | Lorenzo Minotto                                                                           |         | Podestà                    | - |
| 1456    | 1458    | Alvise Diedo                                                                              |         | Podestà                    | - |
| 1458    | 1460    | Lorenzo Moro                                                                              |         | Podestà                    | - |
| 1460    | 1461    | Lazzaro Moro                                                                              |         | Podestà                    | - |
| 1461    | 1462    | Luca Moro                                                                                 |         | Podestà                    | - |
| 1462    | 1463    | Giovan Battista Vallaresso                                                                |         | Podestà                    | - |
| 1463    | 1464    | Domenico Moro                                                                             |         | Podestà                    | - |
| 1464    | 1466    | Candiano Bollani                                                                          |         | Podestà                    | - |
| 1466    | 1467    | Antonio Erizzo                                                                            |         | Podestà                    | - |
| 1467    | 1468    | Francesco Dolfin                                                                          |         | Podestà                    | - |
| 1468    | 1469    | Federico Cornaro                                                                          |         | Podestà                    | - |
| 1469    | 1471    | Castellano Minotto                                                                        |         | Podestà                    | - |
| 1471    | 1472    | Francesco Sanudo                                                                          |         | Podestà                    | - |
| 1472    | 1473    | Giovanni Contarini                                                                        |         | Podestà                    | - |
| 1473    | 1475    | Tommaso Trevisan                                                                          |         | Podestà                    | - |
| 1475    | 1477    | Benedetto Trevisan                                                                        |         | Podestà                    | - |
| 1477    | 1478    | Bernardo Bembo e Antonio Vetturi                                                          |         | Podestà                    | - |
| 1478    | 1479    | Nicolò Bernardo                                                                           |         | Podestà                    | - |
| 1479    | 1480    | Antonio Vetturi                                                                           |         | Podestà                    | - |
| 1480    | 1481    | Nicolò Michiel                                                                            |         | Podestà                    | - |
| 1481    | 1482    | Battista Vallaresso                                                                       |         | Podestà                    | - |
| 1482    | 1483    | Ambrogio Contarini                                                                        |         | Podestà                    | - |
| 1483    | 1485    | Pieraccio Malipiero                                                                       |         | Podestà                    | - |
| 1485    | 1486    | Paolo Loredan                                                                             |         | Podestà                    | - |
| 1486    | 1487    | Antonio Bernardo                                                                          |         | Podestà                    | - |
| 1487    | 1488    | Domenico Benedetto                                                                        |         | Podestà                    | - |
| 1488    | 1489    | Vito Caotorta                                                                             |         | Podestà                    | - |
| 1489    | 1490    | Francesco Basadonna                                                                       |         | Podestà                    | - |
| 1490    | 1491    | Francesco Barbaro                                                                         |         | Podestà                    | - |
| 1491    | 1492    | Antonio Cornaro                                                                           |         | Podestà                    | - |
| 1492    | 1493    | Pietro Marcello                                                                           |         | Podestà                    | - |
| 1493    | 1494    | Cristoforo Donà                                                                           |         | Podestà                    | - |
| 1494    | 1495    | Giovan Battista Foscarini                                                                 |         | Podestà                    | - |
| 1495    | 1497    | Giacomo Canal e Pietro Marcello                                                           |         | Podestà                    | - |
| 1497    | 1499    | Pietro Cappello                                                                           |         | Podestà                    | - |
| 1499    | 1501    | Francesco Foscari                                                                         |         | Podestà                    | - |
| 1501    | 1502    | Giovan Battista Bragadin                                                                  |         | Podestà                    | - |
| 1502    | 1503    | Andrea Trevisan                                                                           |         | Podestà                    | - |
| 1505    | 1506    | Nicolò Bernardo                                                                           |         | Podestà                    | - |
| 1506    | 1507    | Pietro Tron                                                                               |         | Podestà                    | - |
| 1508    | 1509    | Pietro Bembo                                                                              |         | Podestà                    | - |
| 1509    | 1510    | Francesco Donà, Nicolò de Firmian, Fracasso di San Severino Milanese poi Rodolfo d'Anhalt |         | Sindaco                    | Fu nel 1509 che incominciò la guerra denominata di Cambrai contro i Veneziani ( il primo podestà veneto, gli altri tre erano governatore imperiali |
| 1510    | 1511    | Giovanni Marcello, Vincenzo Scroffa, Vettore Cappello                                     |         | Sindaco                    | Nell'ordine: Podestà veneto, Vicario Imperiale, Provveditore Veneto                                                                                |
| 1511    | 1513    | Giovanni Gonzaga e Francesco Falier                                                       |         | Sindaco                    | Il primo è Governatore Imperiale e il secondo è il podestà di nomina veneta                                                                        |
| 1513    | 1514    | Nicolò Pasqualigo                                                                         |         | Podestà                    | - |
| 1515    | 1517    | Gerardo Cogolo                                                                            |         | Podestà                    | - |
| 1517    | 1518    | Pietro Trevisan                                                                           |         | Podestà                    | - |
| 1518    | 1520    | Sebastiano Contarini                                                                      |         | Podestà                    | - |
| 1520    | 1521    | Alvise Foscari                                                                            |         | Podestà                    | - |
| 1521    | 1522    | Andrea Lion                                                                               |         | Podestà                    | - |
| 1522    | 1523    | Cristoforo Morosini                                                                       |         | Podestà                    | - |
| 1523    | 1524    | Marcantonio Contarini                                                                     |         | Podestà                    | - |
| 1524    | 1527    | Antonio Giustiniani                                                                       |         | Podestà                    | - |
| 1527    | 1529    | Giovanni Contarini                                                                        |         | Podestà                    | - |
| 1529    | 1531    | Nicolò Donà                                                                               |         | Podestà                    | - |
| 1531    | 1532    | Andrea Gritti                                                                             |         | Podestà                    | - |
| 1532    | 1533    | Tommaso Donà                                                                              |         | Podestà                    | - |
| 1533    | 1535    | Alvise Donà                                                                               |         | Podestà                    | - |
| 1535    | 1536    | Pietro Tagliapietra                                                                       |         | Podestà                    | - |
| 1536    | 1537    | Francesco Contarini                                                                       |         | Podestà                    | - |
| 1537    | 1539    | Alvise Muazzo                                                                             |         | Podestà                    | - |
| 1539    | 1540    | Agostino Contarini                                                                        |         | Podestà                    | - |
| 1540    | 1541    | Andrea Loredan                                                                            |         | Podestà                    | - |
| 1541    | 1543    | Bernardo Venier                                                                           |         | Podestà                    | - |
| 1543    | 1544    | Pietro Orio                                                                               |         | Podestà                    | - |
| 1544    | 1546    | Girolamo Venier                                                                           |         | Podestà                    | - |
| 1546    | 1547    | Lorenzo Venier                                                                            |         | Podestà                    | - |
| 1547    | 1548    | Lorenzo Orio                                                                              |         | Podestà                    | - |
| 1548    | 1551    | Francesco Bernardo                                                                        |         | Podestà                    | - |
| 1551    | 1552    | Girolamo Malipiero                                                                        |         | Podestà                    | - |
| 1552    | 1554    | Valier da Mosto                                                                           |         | Podestà                    | - |
| 1554    | 1555    | Andrea Malipiero                                                                          |         | Podestà                    | - |
| 1555    | 1556    | Girolamo Mocenigo                                                                         |         | Podestà                    | - |
| 1556    | 1558    | Girolamo Minio                                                                            |         | Podestà                    | - |
| 1558    | 1559    | Marco Zen                                                                                 |         | Podestà                    | - |
| 1559    | 1560    | Girolamo Priuli                                                                           |         | Podestà                    | - |
| 1560    | 1562    | Daniele Pisani                                                                            |         | Podestà                    | - |
| 1562    | 1563    | Daniele Venier                                                                            |         | Podestà                    | - |
| 1563    | 1564    | Giovanni Malipiero                                                                        |         | Podestà                    | - |
| 1564    | 1565    | Francesco Giustiniani                                                                     |         | Podestà                    | - |
| 1565    | 1567    | Pietro Bon                                                                                |         | Podestà                    | - |
| 1567    | 1568    | Alvise Balbi                                                                              |         | Podestà                    | - |
| 1568    | 1569    | Tommaso Morosini                                                                          |         | Podestà                    | - |
| 1569    | 1572    | Pietro Gritti                                                                             |         | Podestà                    | - |
| 1572    | 1574    | Giacomo Giustiniani                                                                       |         | Podestà                    | - |
| 1574    | 1575    | Nicolò Donà                                                                               |         | Podestà                    | - |
| 1575    | 1576    | Federico Marcello                                                                         |         | Podestà                    | - |
| 1576    | 1578    | Bernardo Lippomano                                                                        |         | Podestà                    | - |
| 1578    | 1580    | Francesco Morosini                                                                        |         | Podestà                    | - |
| 1580    | 1581    | Andrea Dandolo                                                                            |         | Podestà                    | - |
| 1581    | 1583    | Giovanni Malipiero                                                                        |         | Podestà                    | - |
| 1583    | 1584    | Marcantonio Contarini                                                                     |         | Podestà                    | - |
| 1584    | 1585    | Benedetto Zorzi                                                                           |         | Podestà                    | - |
| 1585    | 1586    | Alvise Salomon                                                                            |         | Podestà                    | - |
| 1586    | 1587    | Andrea Dolfin                                                                             |         | Podestà                    | - |
| 1587    | 1588    | Giovan Battista Vetturi                                                                   |         | Podestà                    | - |
| 1588    | 1590    | Tommaso Contarini                                                                         |         | Podestà                    | - |
| 1590    | 1591    | Girolamo Priuli                                                                           |         | Podestà                    | - |
| 1591    | 1592    | Francesco Longo                                                                           |         | Podestà                    | - |
| 1592    | 1594    | Girolamo Cornaro                                                                          |         | Podestà                    | - |
| 1594    | 1596    | Stefano Trevisan                                                                          |         | Podestà                    | - |
| 1596    | 1598    | Benedetto Corner                                                                          |         | Podestà                    | - |
| 1598    | 1599    | Taddeo Contarini                                                                          |         | Podestà                    | - |
| 1599    | 1603    | Vettore Grimani                                                                           |         | Podestà                    | - |
| 1603    | 1607    | Francesco Grimani                                                                         |         | Podestà                    | - |
| 1607    | 1608    | Pietro Tron                                                                               |         | Podestà                    | - |
| 1608    | 1610    | Eustachio Balbi                                                                           |         | Podestà                    | - |
| 1610    | 1611    | Antonio Marcello e Filippo Pasqualigo                                                     |         | Podestà                    | - |
| 1611    | 1612    | Giovanni Zen                                                                              |         | Podestà                    | - |
| 1612    | 1613    | Giovanni Vendramin                                                                        |         | Podestà                    | - |
| 1613    | 1614    | Antonio Bragadin                                                                          |         | Podestà                    | - |
| 1614    | 1616    | Giovanni Cavalli                                                                          |         | Podestà                    | - |
| 1616    | 1618    | Giovanni Alvise Grimani                                                                   |         | Podestà                    | - |
| 1618    | 1619    | Vincenzo Grimani                                                                          |         | Podestà                    | - |
| 1619    | 1620    | Francesco Zen                                                                             |         | Podestà                    | - |
| 1620    | 1621    | Francesco Michiel                                                                         |         | Podestà                    | - |
| 1621    | 1622    | Francesco Zorzi                                                                           |         | Podestà                    | - |
| 1622    | 1623    | Pietro Memmo                                                                              |         | Podestà                    | - |
| 1623    | 1624    | Antonio Longo                                                                             |         | Podestà                    | - |
| 1624    | 1625    | Aurio Pasqualigo e Giorgio Emo                                                            |         | Podestà                    | - |
| 1625    | 1626    | Giovanni Priuli                                                                           |         | Podestà                    | - |
| 1626    | 1627    | Nicolò Dolfin                                                                             |         | Podestà                    | - |
| 1627    | 1628    | Pietro Basadonna                                                                          |         | Podestà                    | - |
| 1628    | 1630    | Giovanni Grimani                                                                          |         | Podestà                    | - |
| 1630    | 1631    | Francesco Zen                                                                             |         | Provveditore               | Ci fu una grave epidemia di peste |
| 1631    | 1632    | Filippo Cappello                                                                          |         | Podestà                    | - |
| 1632    | 1633    | Marcantonio Viaro                                                                         |         | Podestà                    | - |
| 1633    | 1634    | Andrea Bragadin                                                                           |         | Podestà                    | - |
| 1634    | 1636    | Ottavio Bon                                                                               |         | Podestà                    | - |
| 1636    | 1638    | Zaccaria Valier e Lorenzo Bragadin                                                        |         | Podestà                    | - |
| 1638    | 1640    | Francesco Contarini                                                                       |         | Provveditore               | - |
| 1640    | 1642    | Giovanni Cavalli                                                                          |         | Podestà                    | - |
| 1642    | 1643    | Alvise Cornaro                                                                            |         | Podestà                    | - |
| 1643    | 1645    | Gasparo Zane                                                                              |         | Podestà                    | - |
| 1645    | 1646    | Vincenzo Dolfin                                                                           |         | Podestà                    | - |
| 1646    | 1648    | Girolamo Priuli                                                                           |         | Podestà                    | - |
| 1648    | 1650    | Giovanni Cappello                                                                         |         | Provveditore Generale      | - |
| 1650    | 1652    | Giovanni Arsenio Donà                                                                     |         | Podestà                    | - |
| 1652    | 1653    | Cesare Balbi                                                                              |         | Podestà                    | - |
| 1653    | 1654    | Alvise Foscarini                                                                          |         | Podestà                    | - |
| 1654    | 1655    | Tommaso Pisani                                                                            |         | Podestà                    | - |
| 1655    | 1658    | Giovanni Querini                                                                          |         | Podestà                    | - |
| 1658    | 1660    | Lorenzo Morosini                                                                          |         | Podestà                    | - |
| 1660    | 1661    | Leonardo Loredan                                                                          |         | Podestà                    | - |
| 1661    | 1662    | Francesco Erizzo                                                                          |         | Inquisitore                | - |
| 1662    | 1665    | Giacomo Vetturi                                                                           |         | Podestà                    | - |
| 1665    | 1666    | Alvise Gritti                                                                             |         | Provveditore               | - |
| 1666    | 1668    | Nicolò Michiel                                                                            |         | Podestà                    | - |
| 1668    | 1670    | Alvise Tron                                                                               |         | Vice Provveditore          | - |
| 1670    | 1672    | Pietro Badoer                                                                             |         | Podestà                    | - |
| 1672    | 1674    | Pietro Zane                                                                               |         | Podestà                    | - |
| 1674    | 1675    | Alvise Pasqualigo                                                                         |         | Podestà                    | - |
| 1675    | 1676    | Mario Savorgnan                                                                           |         | Podestà                    | - |
| 1676    | 1678    | Nicolò Balbi                                                                              |         | Podestà                    | - |
| 1678    | 1679    | Benedetto Cappello                                                                        |         | Podestà                    | - |
| 1679    | 1680    | Andrea Bragadin                                                                           |         | Podestà                    | - |
| 1680    | 1682    | Marino Zorzi                                                                              |         | Podestà                    | - |
| 1682    | 1683    | Marcantonio Badoer                                                                        |         | Podestà                    | - |
| 1683    | 1685    | Pietro Pisani                                                                             |         | Podestà                    | - |
| 1685    | 1686    | Nicolò Erizzo                                                                             |         | Podestà                    | - |
| 1686    | 1687    | Giuseppe Pasqualigo                                                                       |         | Podestà                    | - |
| 1687    | 1690    | Giovanni Battista Foscarini                                                               |         | Podestà                    | - |
| 1690    | 1693    | Nicolò Marini                                                                             |         | Podestà                    | - |
| 1693    | 1694    | Gabriel ...                                                                               |         | Podestà                    | - |
| 1694    | 1695    | Carlo Vincenzo Giovanelli                                                                 |         | Podestà                    | - |
| 1695    | 1696    | Ludovico Widman                                                                           |         | Podestà                    | - |
| 1696    | 1697    | Giovanni Balbi                                                                            |         | Podestà                    | - |
| 1697    | 1698    | Benedetto Corner                                                                          |         | Podestà                    | - |
| 1698    | 1700    | Antonio Lando                                                                             |         | Podestà                    | - |
| 1700    | 1703    | Nicolò Badoer                                                                             |         | Podestà                    | - |
| 1703    | 1705    | Giovanni Antonio Labia                                                                    |         | Podestà                    | - |
| 1705    | 1707    | Giovanni Battista Bonvicini                                                               |         | Podestà                    | - |
| 1707    | 1710    | Giovanni Duodo                                                                            |         | Podestà                    | - |
| 1710    | 1714    | Giulio Donà                                                                               |         | Podestà                    | - |
| 1714    | 1716    | Giovanni Antonio Bembo                                                                    |         | Podestà                    | - |
| 1716    | 1717    | Giacomo Soranzo                                                                           |         | Podestà                    | - |
| 1717    | 1718    | Giovanni Semitecolo                                                                       |         | Podestà                    | - |
| 1718    | 1719    | Nicolò Sagredo                                                                            |         | Podestà                    | - |
| 1719    | 1720    | Marcantonio Grimani                                                                       |         | Provveditore               | - |
| 1720    | 1722    | Pietro Cappello                                                                           |         | Inquisitore                | - |
| 1722    | 1726    | Girolamo Querini                                                                          |         | Podestà                    | - |
| 1726    | 1727    | Antonio Michiel                                                                           |         | Podestà                    | - |
| 1727    | 1729    | Gaetano Dolfin                                                                            |         | Podestà                    | - |
| 1729    | 1731    | Antonio Diedo                                                                             |         | Podestà                    | - |
| 1731    |         | Pietro Trevisan                                                                           |         | Podestà                    | - |
| 1732    |         | Giovanni Tommaso Mocenigo Soranzo                                                         |         | Provveditore straordinario | - |
| 1733    | 1735    | Girolamo Cornaro                                                                          |         | Podestà                    | - |
| 1735    | 1737    | Marco Contarini                                                                           |         | Podestà                    | - |
| 1737    | 1739    | Benedetto Ciuran                                                                          |         | Podestà                    | - |
| 1739    | 1741    | Antonio Ruzzini                                                                           |         | Podestà                    | - |
| 1741    | 1743    | Antonio Da Mula                                                                           |         | Podestà                    | - |
| 1743    | 1746    | Girolamo Minotto                                                                          |         | Podestà                    | - |
| 1746    | 1749    | Francesco Pasqualigo                                                                      |         | Podestà                    | - |
| 1749    | 1751    | Bertucci Contarini                                                                        |         | Podestà                    | - |
| 1751    | 1756    | Domenico Balbi                                                                            |         | Podestà                    | - |
| 1756    | 1761    | Giacomo Trevisan                                                                          |         | Podestà                    | - |
| 1761    | 1766    | Francesco Paruta                                                                          |         | Podestà                    | - |
| 1766    | 1770    | Antonio Lorenzo Soranzo                                                                   |         | Podestà                    | - |
| 1770    | 1772    | Giuseppe Pizzamano                                                                        |         | Podestà                    | - |
| 1772    | 1777    | Marco Aurelio Soranzo                                                                     |         | Podestà                    | - |
| 1777    | 1781    | Vito Marcello                                                                             |         | Podestà                    | - |
| 1781    | 1786    | Zaccaria Morosini                                                                         |         | Podestà                    | - |
| 1786    | 1788    | Camillo Gritti                                                                            |         | Podestà                    | - |
| 1788    | 1792    | Giovanni Pindemonte                                                                       |         | Podestà                    | - |
| 1792    | 1794    | Angelo Orio                                                                               |         | Podestà                    | - |

### Podestà di Vicenza sotto il Regno Lombardo Veneto
| Periodo | Periodo | Primo cittadino        | Partito | Carica  | Note |
| ------- | ------- | ---------------------- | ------- | ------- | ---- |
| 1805    | 1807    | Jacopo Tiene           |         | Podestà | -    |
| 1807    | 1813    | Francesco Anguissola   |         | Podestà | -    |
| 1813    | ?       | Giulio Cesare Barbaran |         | Podestà | -    |
|         |         | Ludovico Carcano       |         | Podestà | -    |
| 1827    | 1834    | Andrea Valmarana       |         | Podestà | -    |
| 1845    | 1849    | Gaetano Costantini     |         | Podestà | -    |
| 1863    | 1866    | Lelio Bonin            |         | Podestà | -    |
| 1866    |         | Gaetano Costantini     |         | Podestà | -    |